# État binational
 (avril 2010).
Si vous disposez d'ouvrages ou d'articles de référence ou si vous connaissez des sites web de qualité traitant du thème abordé ici, merci de compléter l'article en donnant les références utiles à sa vérifiabilité et en les liant à la section « Notes et références ».
Dans le cadre du conflit israélo-palestinien, l’expression État binational, ou solution à un État (par opposition à la solution à deux États), désigne une proposition de résolution, consistant en la création d’un unique État pour lequel deux nationalités seraient définies constitutionnellement, dont les actuels Israéliens et les Palestiniens seraient tous citoyens, similairement au Liban.

## Le binationalisme avant 1947
Des propositions pour un État commun judéo-arabe en Palestine existent au moins depuis le début des années 1920. En 1925, le journaliste Robert Weltsch créait Brit Shalom (Alliance pour la paix) pour promouvoir le dialogue judéo-arabe en Palestine. Brit Shalom qui fonctionna jusqu’en 1933, avait pour programme la création d’un « État binational, dans lequel les deux peuples auraient joui de droits égaux, qui auraient modelé la destinée du pays, sans se préoccuper de la démographie future (1re édition de Our Aspirations, Nos aspirations, 1927). Cette association comptait quelques centaines de membres, principalement des intellectuels d’origine européenne. La conception générale du binationalisme fut plus tard reprise par d’autres groupes sionistes minoritaires, comme l’Hachomer Hatzaïr et le Mapam, Kadimah Mizraha, le Ihud (en) et la ligue pour la repacification judéo-arabe. D’un autre côté, l’idée de solution binationale était habituellement non acceptée par le mouvement national arabe, qui en attendait peu de profit ; la direction arabe s’opposait à ce que sa propre population devienne minoritaire dans un pays qu’elle regardait comme le sien (en 1931, les Juifs vivant en Palestine représentaient moins de 20 % de la population totale). De son point de vue, l’immigration à grande échelle des Juifs d’Europe et du Moyen Orient était un gigantesque projet colonial. Les croisades étaient un événement, qui a meurtri la mémoire collective arabe, comme aussi sa fin – la défaite des croisés par Saladin et la débandade qui suivit des occupants européens. Une solution binationale n’était pas, autrement dit, une chose qui eut un précédent dans l’histoire arabe en Palestine.
Avant 1947, de nombreux dirigeants intellectuels juifs étaient fermement convaincus qu’un État binational pourrait être construit en partenariat. Un des plus fameux et vigoureux avocats du binationalisme était Martin Buber, théologien juif de grande renommée. En 1939, peu après son émigration de l’Allemagne vers la Palestine mandataire, il répondit à une lettre de Gandhi, qui pensait que la « Palestine appartenait aux arabes » et que « les juifs » devaient faire du pays de leur naissance leur patrie ». Buber n’était pas d’accord, mais consentait qu’une entente entre Juifs et Arabes était nécessaire en Palestine. Il croyait que Juifs et Arabes développeraient ensemble le pays, sans que les uns imposent leur volonté aux autres ». En 1947, il nota que « nous décrivons notre programme comme étant celui d’un État binational – Autrement dit, nous visons une structure sociale basée sur la réalité de deux peuples vivant ensemble…voici ce dont nous avons besoin, et non d’un « État juif » ; car cette sorte d’État nation dans le vaste environnement hostile pourrait signifier un suicide planifié. »[réf. souhaitée]
Hannah Arendt aussi connue pour ses analyses sur le totalitarisme et le fascisme, résistait à l’extrémisme, qui selon son impression était en train de s’étendre au mouvement sioniste en 1947. Dans un article de Commentary de mai 1948, elle écrivait : « Un État fédéré pourrait être une première étape vers une plus grande structure fédérale au Moyen-Orient et la région méditerranéenne… Le vrai but des Juifs en Palestine est la construction d’un foyer national juif. Ce but ne doit jamais être de s’attribuer une pseudo souveraineté d’État juif ». Dans le rapport du sous-comité 2 du comité spécial de l’ONU sur la Palestine, trois solutions peu claires sur le conflit avaient été proposées. La troisième exigeait un État démocratique unitaire dans la Palestine mandataire. Une autre, le plan Morrison-Grady, présentée par Herbert Morrison en juillet 1946, prévoyait une fédération sous curatelle générale britannique. Les deux solutions n’eurent pas en définitive la majorité de l’Assemblée générale de l’ONU.
Après le plan de partage de l’ONU de 1947, qui ouvrit effectivement la voie à la solution à deux États, l’opposition la plus forte à la conception d’un État juif, en particulier le binationalisme défendu par Martin Buber et Hannah Arendt se volatilisa. À la suite de ce changement de climat, Arendt décrivit la subite répression que connurent les dissidents du mouvement sioniste. Après 1947, la politique officielle sioniste fut celle favorable à l’État juif.

## Le binationalisme de 1948 à 1967
Après l’établissement d’Israël en mai 1948, la solution binationale devint largement obsolète, alors qu’une grande partie de la population indigène arabe israélienne avait été déplacée pendant la guerre qui avait suivi. Quelques aspects de l’idéal binational – par exemple les droits politiques égaux pour la population arabe restante – était en principe réalisés, mais très limités par l’inévitable dessein de la direction israélienne selon laquelle le pays devait avoir une majorité et une politique juive. Les gouvernements israéliens qui suivirent agirent sur la base d’une politique, qui instituait une immigration juive, nommée aliyah, et qui assurait une majorité juive.
L’idéal binational ne disparut pas complètement pendant cette période, malgré un manque d’appui, et grandit après l’occupation du secteur égyptien de Gaza et de la Cisjordanie à la suite de la guerre des Six Jours de 1967. La victoire israélienne sur ses voisins provoqua une euphorie en Israël, mais quelques critiques israéliennes et étrangères reconnurent rapidement, que les nouveaux territoires étaient potentiellement une source de grands problèmes à long terme.

## Le binationalisme de 1967 à 1973
La période d’après-guerre vit se développer un grand débat sur les perspectives d’avenir. Fallait-il annexer les territoires ? Que faire des Palestiniens dans ce cas ? Leur donner la nationalité israélienne, avec en conséquence une dilution de la majorité juive en Israël ? Les chasser en masse bien que cela nuise beaucoup à la réputation d’Israël ? Rendre les territoires à un pouvoir arabe ? Comment alors assurer la sécurité d’Israël ? Par la suite, l’État israélien esquiva la question par la politique controversée des implantations juives, des faits accomplis sur le terrain, pendant que la question palestinienne restait ouverte. Le dilemme incita quelques partisans étrangers d’Israël comme le correspondant de guerre américain I. F. Stone de redonner vie à l’idée binationale. Elle rencontra peu d’échos favorables en Israël ou ailleurs, et la tendance était de présenter la solution binationale non comme une solution au conflit, mais comme un résultat final catastrophique, causé par les politiques de l’État d’Israël. Déjà en 1973, la perspective d’un État binational était utilisée par les dirigeants de la gauche israélienne comme avertissement contre un maintien dans les territoires. Le secrétaire général de la Histadrout, Ben Aharon, par exemple avertissait dans un article du Jerusalem Post de mars 1973[Quand ?] qu’Israël ne devrait pas administrer effectivement un État binational et devrait se contenter d’avoir un État qui comprenait déjà une minorité arabe importante – Israël même.

## Le binationalisme de 1973 à 1979
Le résultat de la guerre de Kippour en 1973 incita à une révision politique de la direction palestinienne qui prenait conscience de la force militaire d’Israël et de son alliance stratégique avec les États-Unis qui rendait vraisemblablement peu possible une victoire par les moyens militaires. En décembre 1974, l’organisation de libération de la Palestine (OLP) déclara qu’une solution à deux États était la seule solution possible au conflit israélo-arabe. Ce changement politique provoqua un grand désarroi, car la politique officielle de l’OLP, était jusqu’à lors qu’Israël devait être remplacé par un État laïc et démocratique incluant les Juifs vivant avant 1948 et le droit au retour pour tous les réfugiés palestiniens, perspective fortement combattue par tous les politiciens israéliens.
Cependant, l’opposition au binationalisme n’était pas absolue. Quelques membres de la droite israélienne liés au mouvement des colons, étaient prêt à considérer un État binational, à condition qu’il s’établisse sur les bases des principes sionistes. Des membres du gouvernement Likoud de Menahem Begin à la fin des années 1970 étaient prêts à soutenir l’idée, si elle assurait formellement une souveraineté israélienne sur la Cisjordanie et la bande de Gaza. Le directeur de cabinet de Begin, Eliahu Ben-Elissar déclara au Washington Post en novembre 1979, que « nous pouvons vivre avec eux et ils peuvent vivre avec nous. Je préférais qu’ils deviennent citoyens israéliens, mais je n’ai pas peur d’un État binational. De toute manière, cela serait un État juif, avec une grande minorité arabe ».

## L'étude de Friedlander et Goldscheider (1980)
En 1980, deux professeurs de l’université hébraïque, Dov Friedlander et Calvin Goldscheider, publièrent une étude très influente sous le titre The Population of Israël (La population d’Israël) qui concluait que même en cas de grande immigration juive, le haut niveau de natalité arabe éroderait la majorité juive en quelques décennies. Les deux démographes prévoyaient que la population totale d’Israël, de Cisjordanie et de la bande de Gaza croîtraient de 6,7 millions en 1990 à environ 10 millions en 2010. La population juive pourrait représenter 45 % de la totalité. Friedlander et Goldscheider avertissaient que la conservation de la souveraineté sur les territoires mettrait en danger la majorité juive d’Israël. Ariel Sharon, alors ministre de l’agriculture du gouvernement Begin, n’acceptait pas cette conclusion ; il affirmait que les Juifs représenteraient 64 % des habitants d’Israël Palestine jusqu’en l’an 2000, si l’immigration juive restait au niveau de 30 000 personnes par an, sans citer de sources pour son étude.
Les conclusions de la chronique de Friedlander et Goldscheider devinrent bientôt un thème politique chaud pour les deux principaux partis d’Israël, le Likoud et le parti travailliste, aux élections parlementaires de juin 1981. Les deux partis étaient contre le retour aux frontières d’avant 1967, ou pour un État palestinien, et les deux soutenaient la construction de plus de colonies juives sur les territoires et la conservation d’une souveraineté exclusive sur Jérusalem. Pourtant, le parti travailliste était pour la construction de colonies seulement dans les régions que les Israéliens avaient l’intention de conserver, les autres devant être redonnées à la Jordanie car sinon il en résulterait un État binational et la fin de la construction du sionisme. Beaucoup de politiciens israéliens de gauche déjà avertissaient que sans une nette séparation avec les Palestiniens, le résultat final serait un État binational par la force des choses (par quoi le caractère juif d’Israël disparaîtrait) ou un État de bantoustan de style sud-africain avec une minorité juive, qui imposerait sa loi à la majorité arabe (ce qui en finirait avec la démocratie israélienne).
Begin gagna les élections et annonça en mai 1982, une politique d’extension de la souveraineté de l’État d’Israël sur la Cisjordanie et Gaza accompagnée par une extension majeure des colonies et l’octroi d’une pleine autonomie pour les Palestiniens.

## Le binationalisme de 1980 à 2002
Du côté palestinien, l’opposition israélienne contre un État binational conduisit à un autre changement de position qui évoluait graduellement depuis la fin des années 1970. L’OLP retint comme solution son choix original pour un seul État laïc, binational à l’ouest du Jourdain, mais commençait à accepter l’idée d’un État palestinien séparé en Cisjordanie et à Gaza sur des terres qu’Israël évacuerait selon la résolution 242 du Conseil de sécurité. Les colonies devraient être démantelées et les réfugiés palestiniens devraient avoir le droit de revenir (en Israël et dans la nouvelle Palestine). Cette nouvelle position, formellement prise en décembre 1988, n’était pas acceptée par une grande majorité de l’opinion publique et de la direction israéliennes, mais fut prise plus tard comme base des discussions de paix dans les années 1990.
En 1988, après la première intifada arabe, la charte de l’OLP était amendée pour reconnaître Israël et limiter son but à la création d’un État palestinien à côté d’Israël. Ceci indiquait que l’OLP échangeait officiellement sa politique favorable à l’État binational pour la solution à deux États, pendant que de nombreux désaccords subsistaient du côté palestinien pour la solution à un seul État. L’accord d’Oslo en 1993 fit monter l’espoir de la solution à deux États, quoique diverses fractions du côté palestinien ne l’acceptassent pas, dont le Hamas, le djihad islamique palestinien et le front populaire pour la libération de la Palestine. Les accords d’Oslo des deux côtés ne furent jamais pleinement acceptés ni tenus. Depuis la deuxième intifada de 2000, beaucoup croient que la solution à deux États perd de plus en plus de son attrait.

## Le binationalisme après 2003
Après 2003, l’intérêt pour le binationalisme se renouvela. Par exemple, en 2003 un académicien de l’université de New York, Tony Judt, fit un essai titré Israel : The alternative dans la revue New York Review of Books. Dans l’article, Judt évaluait la solution à deux États comme fondamentalement condamnée à mort et ne pouvant fonctionner. D’autres journalistes d’Israël, comme le militant antisioniste Haim Hanegbi et Daniel Gavron, exhortèrent le public à affronter la réalité et à accepter la solution binationale. Cet article fit naître une tempête de communiqués dans les médias britanniques et américains. La New York Review of Books reçut plus de mille lettres par semaine à cause de l’essai. En 1999, Edward Saïd écrivit dans The End of the Peace Process : Oslo and After : « Le problème est qu’une autodétermination palestinienne dans un État séparé est impraticable ». Plusieurs officiels de haut rang du Fatah de l’Autonomie palestinienne s’exprimaient de la même manière, y compris le Premier ministre Ahmed Qurei, Hani Al-Masri. « Le temps s’épuise pour une solution à deux États » est une citation de Yasser Arafat tirée du journal britannique The Guardian faite dans son quartier général en Cisjordanie en 2004[réf. souhaitée]. De nombreux analystes politiques, y compris Omar Barghouti, croient que la mort d’Arafat augure la banqueroute de l’accord d’Oslo et de la solution à deux États. Aujourd’hui[Quand ?], les porte-parole bien connus de la solution à un État comprennent l’avocat palestinien Michael Tarazi, Jeff Halper et l’écrivain israélien Dan Gavron. Ils citent l’expansion du mouvement des colonisateurs, principalement en Cisjordanie, comme une preuve obligatoire du binationalisme et l’impossibilité croissante de l’alternative à deux États. Ils plaident pour un État laïc et démocratique pendant que la culture juive resterait dans la région. Ils concèdent que cette alternative à long terme érodera le rêve d’une domination juive dans le fonctionnement gouvernemental. De son côté, l’organisation La paix maintenant estime qu’une telle proposition reçoit un accueil en Occident exagéré, et a des soutiens marginaux tant parmi les Israéliens que des Palestiniens.
Après l’élection du parlement palestinien en 2006, le Hamas occupait la majorité des sièges parlementaires. Le Hamas n’accepte pas en principe la solution à deux États. Affirmant que la Palestine est Waqf islamique (fondation personnelle religieuse non aliénable), le Hamas croit qu’il est possible que les membres des trois religions, islam, christianisme et judaïsme, coexistent en sûreté et en sécurité. Affrontant le défi du Hamas, le président palestinien Mahmoud Abbas évoquait en juin 2006 un référendum très controversé chez les Palestiniens pour décider si les discussions avec Israël doivent continuer sur la solution à deux États.
En 2007, Ammon Raz-Krakotzkin relance le débat dans un livre remarqué : Exil et souveraineté : Judaïsme, sionisme et pensée binationale. Selon l'écrivain François Xavier, la thèse d'Ammon Raz-Krakotzkin est de dire que « le socle de la conscience sioniste repose sur le concept d’exil (galout) et sa négation : ainsi, Israël, qui a été fondé métaphoriquement sur la négation de l’exil juif, et concrètement sur la négation de l’exil palestinien (la Nakbah), doit faire son mea culpa. Nier l’histoire, nier l’importance décisive de l’exil dans l’histoire juive, et la responsabilité israélienne dans l’exil palestinien est un crime ! ».